# Muzeum Róż w Kazanłyku
Muzeum Róż (bułg.  Музей на розата) w Kazanłyku zostało założone w 1967 roku jako ekspozycja poświęcona zbiorowi róż w Kazanłyku i regionie. W 1969 roku ekspozycja przekształciła się w Muzeum Róż, jedyne na świecie muzeum dedykowane kulturze wytwarzania olejku różanego. Muzeum przez długi czas mieściło się w budynku „Instytutu Róż”, a obecnie znajduje się w nowoczesnym budynku na terenie parku Rozarium. Muzeum posiada trzy sale wystawowe.

## Kolekcja
Muzeum Róż zawiera ponad 15 tysięcy eksponatów związanych z uprawą i zbiorem róż w Bułgarii. Uprawa róży damasceńskiej rozpoczęła się w kraju w XVII wieku, a od 1740 roku bułgarski olejek różany był kupowany przez francuskich perfumiarzy.
W kolekcji znajdują się fotografie, dokumenty oraz narzędzia używane do uprawy róż i produkcji olejku różanego. W muzeum można zobaczyć naczynia służące do przechowywania i eksportu olejku oraz wody różanej, w tym zabytkowe destylatory. Jednym z najcenniejszych eksponatów jest naczynie używane do przechowywania olejku różanego, ostatni raz używane w 1947 roku, które nadal wydziela zapach róż.
Na terenie muzeum zrekonstruowano pierwsze laboratorium badawcze z 1912 roku. Ekspozycja obejmuje także inne zabytkowe artefakty związane z produkcją i przemysłem różanym.

## Nowy budynek
W 2016 roku muzeum przeniesiono do nowego budynku w parku Rozarium. Na uroczystości otwarcia pojawili się premier Bułgarii Bojko Borisow, ministrowie Lilijana Pawłowa, Desisława Tanewa, Nikolina Angełkowa, burmistrz Kazanłyka oraz przedstawiciele parlamentu. Nowy budynek ma powierzchnię 1200 m² i jest wielofunkcyjny. Znajdują się w nim sala degustacji zapachów, wewnętrzny dziedziniec do demonstracji procesu destylacji, sala multimedialna, konferencyjna, kawiarnia panoramiczna oraz plac zabaw dla dzieci.
W nowej ekspozycji uwzględniono historię uprawy róż od epoki odrodzenia po współczesność.